# Pools-Russische Oorlog (1654-1667)
De Pools-Russische oorlog (1654-1667) was het conflict tussen het Pools-Litouwse Gemenebest en het Rusland over Oekraïne en Wit-Rusland. Deze oorlog brak uit in 1654 toen de kozakkenleider, Bogdan Chmelnitski, Oekraïne onder bescherming van de Russische tsaar Alexis wilde plaatsen. 
In 1667 sloten de strijdenden het Verdrag van Androesovo; de gebieden ten oosten van de Dnjepr werden in onderdeel van Rusland, bij de Eeuwige Vrede van 1686 werd dit ten slotte bevestigd. In dit uitgestrekte gebied, ook wel Linkeroever-Oekraïne genoemd, werd het Kozakken-Hetmanaat opgericht dat een zekere mate van zelfbestuur kende onder de soevereiniteit van de Russische keizer. Onder de keizerlijke invloed werd oostelijk Oekraïne geleidelijk gerussificeerd.
Lijflandse Oorlog (1558-1583) · Pools-Russische Oorlog (1605-1618) · Pools-Russische Oorlog (1654-1667) · Pools-Russische Oorlog (1792) · Pools-Russische Oorlog (1919-1921) · Sovjet-aanval op Polen (1939)